# Burt Shevelove
Burt Shevelove (Newark, 19 settembre 1915 – Londra, 8 aprile 1982) è stato un drammaturgo, librettista e regista teatrale statunitense.

## Biografia
Dopo le lauree conseguite alla Brown University e all'Università Yale, Shevelove si dedicò al teatro e nel 1947 fece il debutto a Broadway come regista di Small Wonder. È noto soprattutto come librettista del musical A Funny Thing Happened on the Way to the Forum, debuttato a Broadway nel 1962: lo show fu un successo, vinse il Tony Award al miglior musical e Shevelove ed il co-librettista Larry Gelbart il Tony Award ai migliori autori di un musical. Nel 1971 revisionò e riscresse in parte il libretto del musical No, No, Nanette per un revival di Broadway. Il musical rimase in cartellone per due anni e Shevelove vinse il Drama Desk Award al miglior libretto per il suo lavoro. Shevelove collaborò nuovamente con Stephen Sondheim, il compositore e paroliere di A Funny Thing Happened on the Way to the Forum, per The Frogs, un adattamento musicale de Le rane di Aristofane. Il musical debuttò nel 1974 nella piscina dell'Università di Yale con un cast che annoverava le giovani Meryl Streep e Sigourney Weaver. Il musical debuttò a Broadway nel 2004, dopo la morte del librettista.